# Axylia bilineata
Axylia bilineata là một loài bướm đêm trong họ Noctuidae.